# Большое Вороново (Карелия)
Большое Вороново (карел. Voronovankülä) — деревня в составе Кончезерского сельского поселения Кондопожского района Республики Карелия Российской Федерации.

## Общие сведения
Расположена на берегу реки Суна.

## Население
| 2002 | 2009 | 2010 | 2013 |
| ---- | ---- | ---- | ---- |
| 34   | ↘30  | ↘24  | ↘23  |

## Улицы
- ул. Камышовая
- ул. Речная
- пер. Речной

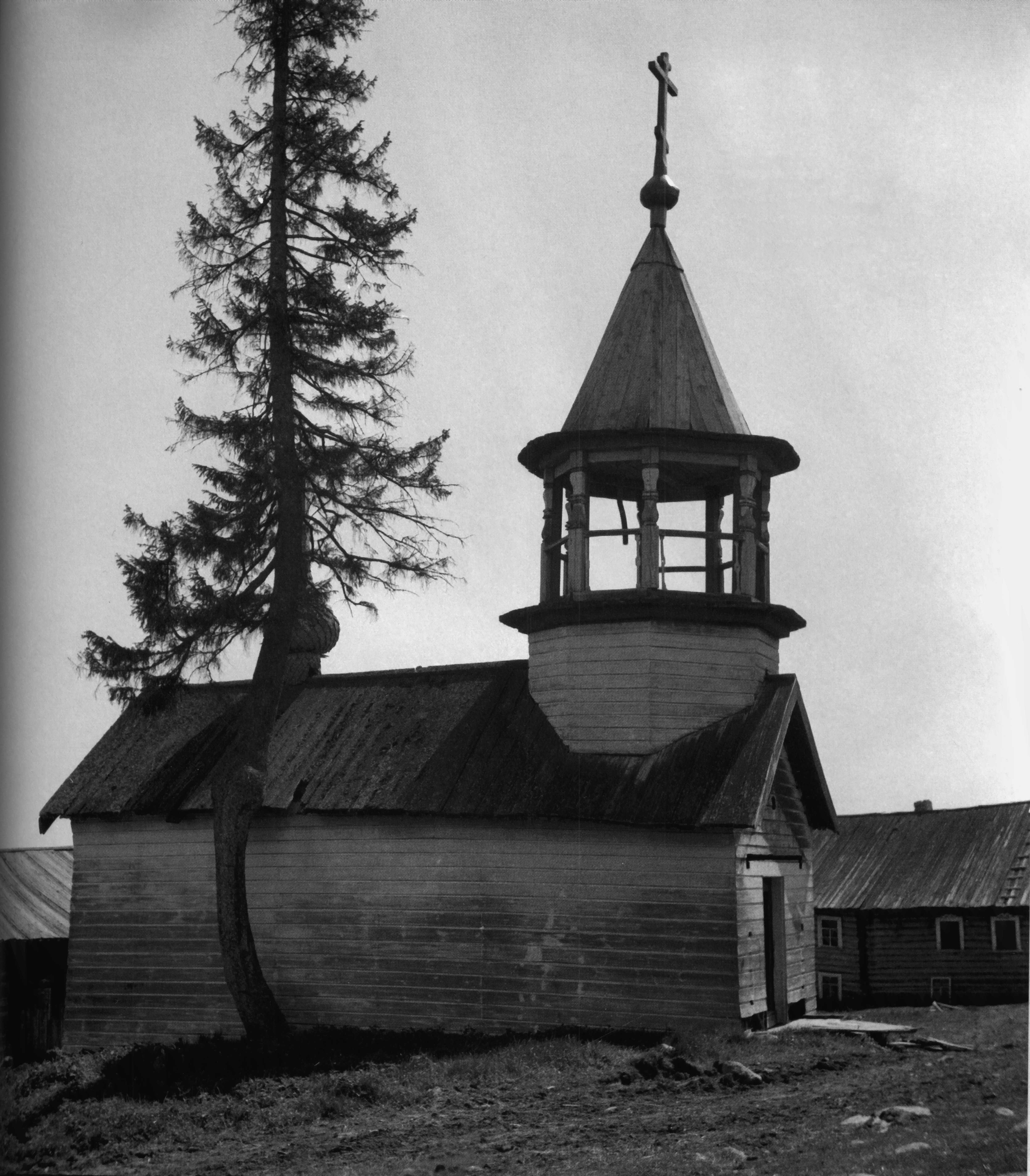
Утраченная часовня в 1943 году